# Hans Ernst Karl von Zieten

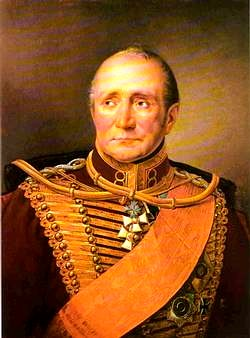
Hans Ernst Karl von Zieten, porträtiert von Franz Krüger

Hans Ernst Karl von Zieten, ab 1817 Graf von Zieten (* 5. März 1770 in Dechtow, Havelländischer Kreis; † 3. Mai 1848 in Warmbrunn, Kreis Hirschberg), war ein preußischer Generalfeldmarschall.

## Leben

### Herkunft
Hans Ernst Karl war der zweite Husarengeneral namens Zieten. Der friderizianische Reitergeneral Hans Joachim von Zieten (gen. „Zieten aus dem Busch“) und der spätere Feldmarschall Graf Hans Ernst Karl von Zieten sind jedoch nicht miteinander verwandt. Beide Familien haben keinen gemeinsamen Stammvater, wenngleich man im Allgemeinen von einer älteren Linie der späteren Grafen von Zieten auf Dechtow und der jüngeren Linie auf Wustrau (beide liegen bei Fehrbellin im östlichen Havelland) spricht.
Er war der Sohn von Ernst Dietrich von Zieten (1739–1798), Herr auf Dechtow, und dessen Ehefrau Charlotte Sophie Margarethe, geborene von Moeller.

### Militärlaufbahn
Im Leibregiment von Zieten, in das Hans Ernst von Zieten noch zu Lebzeiten Friedrichs des Großen als Fahnenjunker aufgenommen wurde, erhielt der junge Secondelieutenant 1789 sein Offizierspatent. 1793 diente er als Adjutant bei Generalleutnant Friedrich von Kalckreuth, dem späteren Generalfeldmarschall. Auf Grund seiner kavalleristischen Fähigkeiten betraute man ihn 1799 mit dem Posten eines Inspektionsadjutanten und beförderte ihn im folgenden Jahr zum Major.
In den Feldzügen gegen Napoleon bewährte er sich als Kavallerieführer und Korpsführer. Seine militärischen Erfolge brachten ihm am 18. Februar 1809 eine Beförderung außer der Reihe zum Oberst ein. Auf Scharnhorsts Vorschlag wurde er Mitglied einer Kommission für die „Abschaffung des Kavallerie-Exerzierreglements“. Am 20. März 1813 zum Generalmajor befördert, gelang ihm am 26. Mai 1813 ein wichtiger Erfolg, der das preußische Ansehen vor dem Waffenstillstand von Poischwitz stärkte: bei Haynau konnte er die Truppen des französischen Generals Maison in einen Hinterhalt locken und besiegen und dadurch den Abzug der alliierten Truppen von Bautzen nach Liegnitz erleichtern. Für diesen Erfolg erhielt er das Eiserne Kreuz I. Klasse.
Bei den Kämpfen in Frankreich 1814 leistete er ähnliches in der Schlacht bei Laon, wo er eine Umgehung des Gegners vornahm und dadurch den Sieg mitentschied. Den größten Teil an Geschützen und Munitionswagen in dieser Schlacht erbeuteten Zietens Schwadronen.
Im Feldzug von 1815
Nachdem Napoleon aus Elba zurückgekommen war, wurde ein neuer Waffengang gegen Frankreich notwendig. Zieten bekam das Kommando über das I. Korps der Armee vom Niederrhein unter dem Oberbefehl Blüchers. Am 16. Juni 1815 trugen seine Truppen in der Schlacht von Ligny an der Dorflinie Ligny, Brye und St. Amand die Hauptlast des Kampfes. Am 18. Juni, dem Tag der Schlacht bei Waterloo, brachte er dem Herzog von Wellington eine für den Ausgang der Schlacht entscheidende Hilfe. Am Nachmittag griffen die Franzosen mit großer Heftigkeit an, und der linke Flügel der Briten geriet dadurch in schwere Bedrängnis. Zieten hatte von Blücher den Befehl bekommen anzuhalten, aber dem überzeugenden Rat Müfflings, der im Stabe Wellingtons tätig war, gelang es, Zieten zum Eingreifen in die Schlacht zu bewegen. Das rief bei den Franzosen Panik hervor und trug zum siegreichen Ausgang der Schlacht bei. Bedeutsam für die Kapitulation von Paris wurde schließlich das bei Issy am 20. Juli von General Zieten siegreich geführte Gefecht. 
Zwischen Gneisenau und Zieten bestand eine Zeitlang ein gespanntes Verhältnis. Umso bedeutender ist die Einschätzung Gneisenaus über Zietens Charakter: „Der General von Zieten ist doch einer unserer besten Untergeneräle. Er sieht niemals Schwierigkeiten und führt ohne Anstand aus, was ihm aufgetragen wird.“ Als Oberbefehlshaber des Preußischen Okkupationskorps war Zieten noch über drei Jahre in Frankreich. 1817 wurde er in den Grafenstand erhoben und erhielt ein Geschenk von 25.000 Talern. 

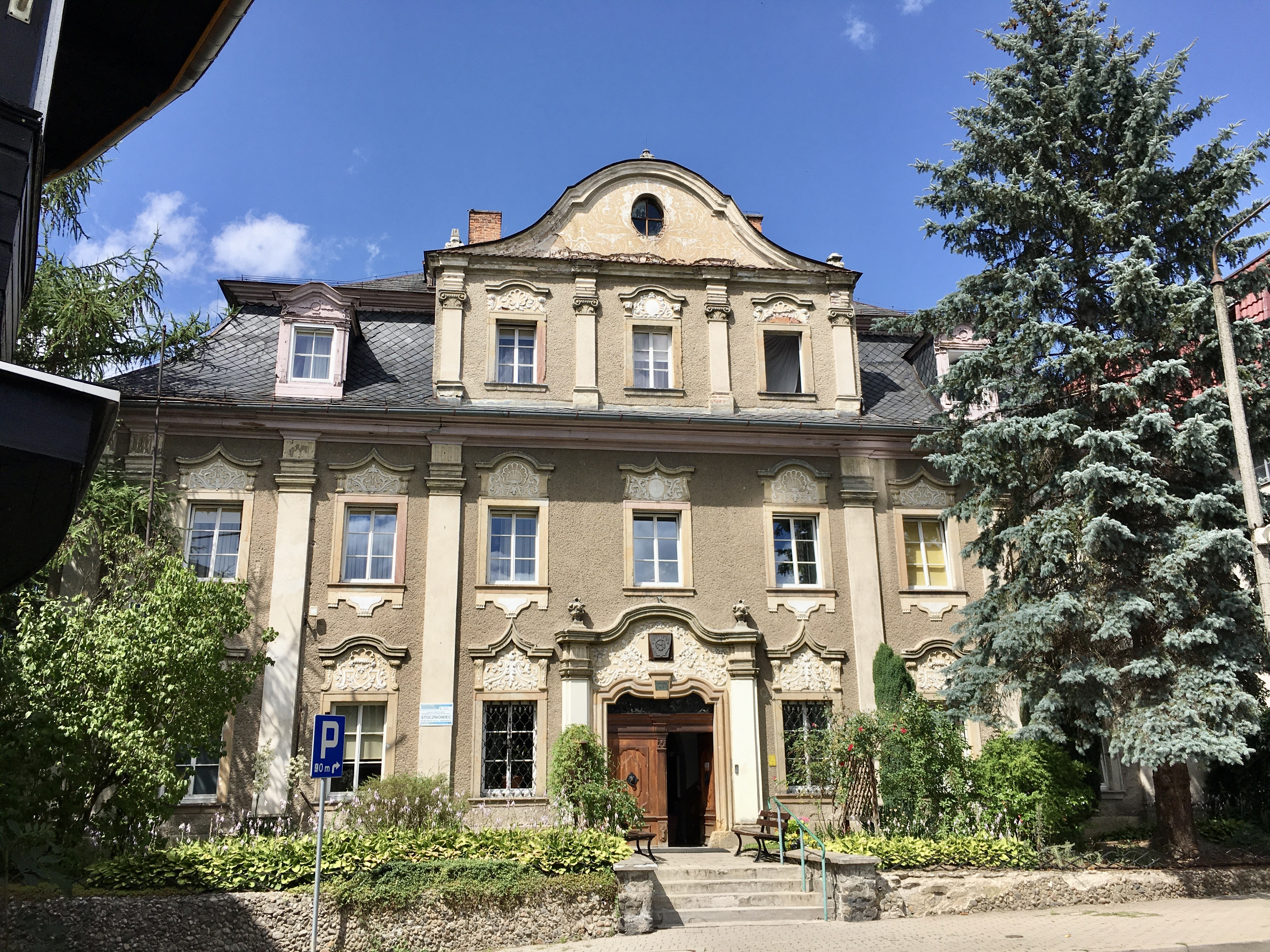
Bad Warmbrunn, Ziethenschloss

Am 11. Februar 1819 wurde Zieten Kommandierender General des schlesischen VI. Korps. Am 14. September 1824 wurde er zum Chef des 4. Husarenregiments ernannt und am 16. Juni 1825 zum General der Kavallerie befördert.
Als begeisterter Reiter interessierte sich Zieten, der 1839 mit dem erbetenen Abschied den Rang eines Generalfeldmarschalls erhielt, auch später noch für alle Fragen der Kavallerie und wurde zu entsprechenden Gutachten herangezogen. Hans Graf von Zieten starb im Mai 1848 während eines Kuraufenthalts im schlesischen Warmbrunn.
Für seine Verdienste wurde Zieten mehrfach ausgezeichnet. Am 5. Dezember 1792 wurde er Ritter des Pour le Mérite, erhielt am 5. September 1813 das Eichenlaub für die Schlacht von Dresden sowie am 18. Juli 1844 die Goldene Krone. Aus Anlass seines 50-jährigen Dienstjubiläums erhielt er am 26. Mai 1835 die Brillanten zum Schwarzen Adlerorden. Zieten war außerdem Inhaber des Roten Adlerordens I. Klasse (1814), des Großkreuzes des Französischen Militärverdienstordens (1816), Knight Grand Cross des Bath-Ordens (1819), der Russischen Alexander-Newski- (1829) und Andreas-Orden (1835) sowie des Großkreuzes des k.u. Sankt Stephans-Ordens (1830).

### Familie
Zieten war seit 31. Januar 1797 mit Josephine, geborene Gräfin von Berlo-Suys (1776–1814) verheiratet. Aus der Ehe gingen drei Kinder hervor:
- Josephine Clementine (1799–1862) ⚭ 5. Mai 1821 Leopold Christian Gotthard Graf von Schaffgotsch († 1864), preußischer Kammerherr und Herr auf Maywaldau
- Leopold Karl (1802–1870), Geheimer Regierungs- und Landrat

⚭ Ernestine Hedwig Gräfin von Schaffgotsch (1805–1846)
⚭ 9. Juli 1849 Agnes Juliane Henriette Ernestine zu Lippe-Biesterfeld verwitwete Biron von Kurland (1810–1887)
- Adrian Hans (1803–1849), Rittmeister im Garde-Kürassier-Regiment ⚭ Amalie Gräfin von der Schulenburg (1807–1853) aus dem Hause Hornhausen